# خوسيه رودريغيز دومينغيز
خوسيه رودريغيز دومينغيز (2 أبريل 1946 إسبانيا - ) هو لاعب كرة قدم إسباني، يلعب كحارس مرمى.